# Maine Mariners (2018–)
Maine Mariners är ett amerikanskt professionellt ishockeylag som spelar i den nordamerikanska ishockeyligan ECHL sedan 2018. De har dock sitt ursprung från 1989 när Anchorage Aces började spela i mindre ishockeyligor fram till 1995 när de anslöt sig till den nystartade ishockeyligan West Coast Hockey League (WCHL). Det varade fram till 2003 när WCHL lades ner och delar av den fusionerades med East Coast Hockey League (ECHL). Aces bytte samtidigt namn till Alaska Aces. 2017 lades verksamheten för Aces på is på grund av dålig ekonomi som orsakades av bland annat minskad biljettförsäljning och att Alaska som delstat var nästintill i en recession. Året efter såldes Aces rättigheter till Comcast Spectacor, förvaltningsbolaget för bland annat Philadelphia Flyers (NHL), och laget flyttades till Portland i Maine för att vara tredje upplagan av Maine Mariners.
Laget spelar sina hemmamatcher i inomhusarenan Cross Insurance Arena, som har en publikkapacitet på 6 200 åskådare, i just Portland i Maine. Mariners är samarbetspartner med New York Rangers i National Hockey League (NHL) och Hartford Wolf Pack i American Hockey League (AHL). De har ännu inte vunnit någon Kelly Cup, som är trofén till det lag som vinner ECHL:s slutspel.
Spelare som har spelat för dem är bland andra Conner Bleackley, Brandon Halverson, Tom McCollum, Jonathan Racine och Hannu Toivonen.